# Carmem Verônica
Carmem Verônica, nombre artístico de Carmelita Varella Alliz Sicart (Recife, 12 de junio de 1933) es una actriz, y vedette brasileña. Interpretó magistralmente a Mary Montilla, en la telenovela Belíssima, de Silvio de Abreu, de la Rede Globo.
En los años 50, Carmem fue una de las vedettes más bellas y codiciadas del país. Estuvo primera durante diez años, en la lista de "Certinhas do Lalau", escrita por el periodista Sérgio Porto (Stanislaw Ponte Preta) que elegía a las mayores beldades del país. 
Aún hoy es una actriz popular. En Orkut, por ejemplo, un termómetro de Google, importante cuando se habla de popularidad, existen muchas comunidades sobre la actriz o sobre sus personajes: "Mary Montilla", y "Xena", de Deus nos Acuda, telenovela de 1992.
Carmem fue muy conocida en los años 50 como la "Rainha da Frescura" debido a su voz melosa, sus guiños y su forma suave de hablar.
Se asoció con Íris Bruzzi, para aparecer en los "Furacões de Cuba", como son conocidos los personajes de ellas en Belíssima, de mucho agrado en el público.
Es conocida también por sus desbordes, tanto de sus personajes como los propios, y por frases irreverentes, como: "el culo se cae, mas el talento queda". En 1992, popularizó el "¡Oh, darling!" con Xena; "¡Oooooh, Môôôôôônicaaaa!", de Mary Montilla ; y el "Ô prima você é otima" de Prima Rica; y también "Chichanellll".
Actualmente, Carmem Verônica actúa en la novela "Caras e Bocas", como la señora de una pensión: doña Josefa.

## Trabajos en la TV
- 2017 - Dos Hermanos - Estelita Raposo
- 2015 - Aí Eu Vi Vantagem - Elza
- 2013 - Sangue Bom - Karmita Lancaster
- 2011 - Batendo Ponto - Leonora
- 2009 - Acuarela del amor - Josefa fragmento en YouTube
- 2009 - Zorra Total - Madame Sofia
- 2008 - Toma Lá, Dá Cá - D. Leda
- 2007 - Zorra Total - Prima Rica
- 2007 - Paraíso Tropical - Mary Montilla (Maria Benedita Piedade)
- 2006 - O Profeta - Luci Carvalho
- 2005 - Belíssima - Mary  Montilla fragmento en YouTube
- 2003 - Kubanacan - Anita Calábria
- 2002 - Desejos de Mulher - Verônica
- 1997 - Por Amor - amiga de Meg
- 1992 - Deus nos Acuda - Xena fragmento en YouTube
- 1965 - Ceará Contra 007 - Tereza
- 1965 - Quem Bate
- 1960 - Aí Vem a Alegria - Lolita

## Curiosidades
- Carmem Verônica tuvo una participación en “Paraíso tropical” como la Mary Montilla. Fue la primera vez que un personaje creado por otro autor aparece en una novela. Se trata de un homenaje de Gilberto Braga a su gran amigo Sílvio de Abreu.